# Travail de nuit

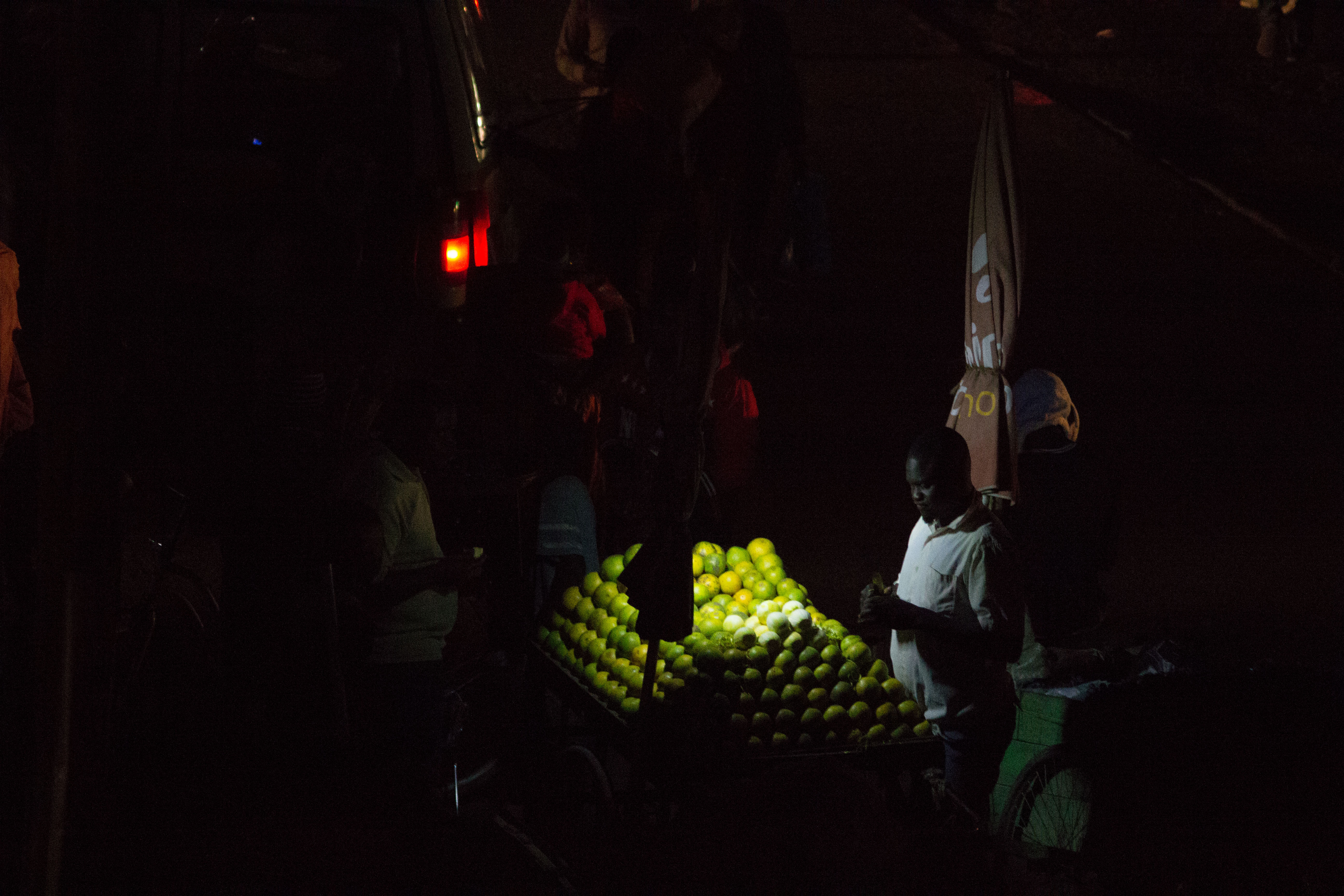
Vendeur d'oranges en Tanzanie.

Le travail de nuit est le travail (salarié ou non) effectué tout ou une partie de la nuit.
C'est un travail source d'une pénibilité particulière (variant selon le métier et les tâches, mais aussi selon les individus, avec de probables prédispositions génétiques ou facteurs liés à l'habitude de ce type de travail, ou à des adaptations individuelles et familiales), et qui peut avoir des impacts sur la santé et la vie sociale des équipes, individus, couples et famille.
Dans la plupart des pays, il fait l'objet pour ces raisons d'une législation particulière.

## Modalités
Plusieurs modalités de travail de nuit existent. La plus connue est nommée Trois Huit. L'expression travail posté désigne l'ensemble  du cycle incluant les horaires de jour.

### Trois huit
Le travail en Trois Huit (en fait 3×8), c'est-à-dire trois équipes se succédant chacune pour huit heures de travail permet de faire fonctionner les installations d'une usine 24 heures sur 24 par la succession de 3 équipes sur le même poste de travail.

Dans la plupart des cas, les équipes changent d'horaire chaque semaine. L'équipe qui faisait l'horaire de nuit durant la semaine A, fait le matin la semaine B tandis que l'équipe du matin passe à l'après-midi.
Exemple de cycle :
1. Semaine 1 : 4 h - 12 h
2. Semaine 2 : 12 h - 20 h
3. Semaine 3 : 20 h - 4 h

### Deux-douze
Le travail en deux douze consiste en une équipe de jour et une équipe de nuit travaillant chacune 12 heures. Il n'y a pas d'alternance, un ouvrier est soit de nuit soit de jour.
Il y a en fait deux équipes de nuit qui travaillent en alternance selon les jours :
- 2+2+3, deux jours travaillés, deux jours de repos, trois jours travaillés, la semaine suivante étant inversée.
- 4+4, quatre jours travaillés quatre jours de repos, chaque semaine est différente de la précédente avec un cycle de 14 semaines.

Ce principe s'applique bien par exemple aux ateliers où le temps de changement d'équipe est long et où chaque ouvrier peut remplacer l'autre, chacun prenant ses pauses à son tour.
Si une journée ou une nuit de 12 heures sont très exigeant, ne travailler que de nuit ou que de jour demande moins d'adaptation que le 3x8. Ce rythme est par exemple très apprécié des personnes ayant une vie personnelle nocturne très active.

### Rémunération
La rémunération change selon l'activité de l'entreprise. La convention collective des HCR (Hôtels, Cafés, Restaurants), permet aux employeurs de payer aux smic les travailleurs de nuits et tous ceux qui pratiquent le « trois huit ».

#### En France
Les heures de nuit sont généralement comprises entre 21 h et 5 h ou 6 h. 
La rémunération dépend de la convention collective et des accords d'entreprise (qui peuvent être plus favorables que la convention de branche).
Par exemple :
- Convention collective nationale du commerce de détail et de gros à prédominance alimentaire[2]< : toute heure, accomplie entre 22 heures et 6 heures, donne lieu à une majoration de 20 % du salaire horaire de base. Toute heure, accomplie entre 21 heures et 22 heures donne lieu à une majoration de 5 % du salaire horaire de base.

Il semblerait que les cadres au forfait jours ne soient pas exclus de cette majoration. En effet, le Code du travail exclut seulement les cadres dirigeants de la législation sur le travail de nuit.
- Dans un cycle de 2 x 12 discontinu, le rythme de travail peut être de cinq jours travaillés suivis de cinq jours de récupération en sorte qu'il  n'y a pas de bonification de salaire.

La ministre du Travail Muriel Pénicaud souhaite modifier la réglementation sur le travail de nuit et présente un projet de loi reprenant un amendement à la loi Pacte repoussant le déclenchement du travail de nuit dans les commerces alimentaires à minuit, contre 21 heures auparavant.

## Périmètre du travail en équipes dans l'industrie & les services
Les secteurs ou métiers concernés sont notamment les suivants :
- certains métiers de défense/veille/sécurité : police, gendarmerie, douane, armée, protection civil, sapeurs-pompiers, agents de sécurité, vidéosurveillance…
- certains métiers du soin et de la santé : hôpitaux ou établissements similaires, médecins en formation, Gardes médicales ou de pharmacie, ambulanciers, personnels des institutions résidentielles, prisons, pensionnats, etc.
- certains services dans le funéraire.
- personnels travaillant dans les ports, aéroports, la logistique…
- hôtellerie, Restauration, boulangerie ;
- certains métiers de l'information (services de presse, radio et télévision) et de l'image et de la culture (cinéma, spectacles…), des postes ou télécommunications ;
- services de production, de transmission et de distribution d'énergie (nucléaire, gaz, électricité…) et d'eau,
- collecte des ordures ménagères, installations d'incinération ;
- métiers d'industries ne pouvant interrompre le processus de travail pour des raisons techniques : feu continu, nécessitant maintenance et entretien en continu, dans des secteurs de type métallurgie, cimenterie, Production automobile, cristallerie, Chimie lourde, Pétrochimie, carbochimie, papeterie/cartonnerie…
- station service 24 h/24 (tendance au libre-service avec paiement par carte) ;
- certaines activités de recherche et développement ;
- certaines activités agricoles et de pêche
- secteur des transports (transports urbains nocturnes, FRET par route ou chemin de fer, services de contrôles et sécurité ferroviaires, aériens, routiers) ;
- Certaines activités offshore ;
- cas particuliers de surcroît prévisible d'activité (saisonniers de l'agriculture; tourisme et spectacles, services postaux)

## Périmètre législatif du travail en équipes
De 1919 à 1948, le travail de nuit a fait l'objet, sous l'égide de l'ONU et plus précisément de l'Organisation internationale du travail de conventions régissant les droits des travailleurs de nuit. 
Ces textes visent spécifiquement les personnes jeunes, les femmes ou des métiers spécifiques  (certaines industrie devant tourner à feu continu, métiers particuliers tels qu'infirmier, boulanger). 

Un texte plus général (n'abordant cependant pas les jeunes) a été signé en 1990.

### Législation européenne
Outre une directive européenne générale sur l'aménagement du temps de travail, une directive « 2003/88/CE », plusieurs fois mise à jour) cadre « (…) certains aspects du travail de nuit, du travail posté et du rythme de travail(…) » et le temps de travail dans les pays de l'Union européenne. Intégrant « les principes de l'Organisation internationale du travail en matière d'aménagement du temps de travail, y compris ceux concernant le travail de nuit », elle limite le travail excessif de nuit, et fait un droit par défaut de ne pas travailler plus de 48 heures par semaine. La directive, pour des raisons de santé et de sécurité, vise notamment à prémunir les travailleurs d'un temps de travail trop long présumé cause majeure de stress, de dépression et de maladie. Cette directive considère que :
- « Des études ont démontré que l'organisme humain est plus sensible pendant la nuit aux perturbations environnementales et à certaines formes pénibles d'organisation du travail et que de longues périodes de travail de nuit sont préjudiciables à la santé des travailleurs et peuvent compromettre leur sécurité au travail. »("considérant n° 7" de la directive[7]) ;
- « Il y a lieu de limiter la durée du travail de nuit, y compris les heures supplémentaires, et de prévoir que, en cas de recours régulier à des travailleurs de nuit, l'employeur informe de ce fait les autorités compétentes, sur leur demande » ("considérant n° 8" de la directive[7]) ;
- « Il est important que les travailleurs de nuit bénéficient d'une évaluation gratuite de leur santé préalablement à leur affectation et à intervalles réguliers par la suite et que, s'ils souffrent de problèmes de santé, ils soient transférés dans la mesure du possible au travail de jour pour lequel ils sont aptes »("considérant n° 9" de la directive[7]) ;
- « La situation des travailleurs de nuit et des travailleurs postés exige que le niveau de leur protection en matière de sécurité et de santé soit adapté à la nature de leur travail et que les services et moyens de protection et de prévention soient organisés et fonctionnent d'une façon efficace » ("considérant n° 10" de la directive[7]).
- « Les normes spécifiques prévues par d'autres instruments communautaires en ce qui concerne (…) le travail de nuit de certaines catégories de travailleurs doivent prévaloir sur les dispositions de la présente directive. » ("considérant n° 14" de la directive[7]).

Cette directive définit 
- la « période nocturne » comme « toute période d'au moins sept heures, telle que définie par la législation nationale, comprenant en tout cas l'intervalle compris entre 24 heures et 5 heures »[7] ;
- le « travailleur de nuit » : comme[7] :

a) « d'une part, tout travailleur qui accomplit durant la période nocturne au moins trois heures de son temps de travail journalier accomplies normalement »;
b) « d'autre part, tout travailleur qui est susceptible d'accomplir, durant la période nocturne, une certaine partie de son temps de travail annuel, définie selon le choix de l'État membre concerné »:
i)« par la législation nationale, après consultation des partenaires sociaux, ou »
ii) « par des conventions collectives ou accords conclus entre partenaires sociaux au niveau national ou régional »;
Temps de travail normal de nuit :
- il ne doit pas dépasser 8 h en moyenne par période de 24 h[7] ;
- les travailleurs de nuit dont le travail comporte des risques particuliers ou des tensions physiques ou mentales importantes ne travaillent pas plus de huit heures au cours d'une période de vingt-quatre heures durant laquelle ils effectuent un travail de nuit[7] (Dans ce cadre, la notion de  risques particuliers ou des tensions physiques ou mentales importantes est « défini par les législations et/ou pratiques nationales ou par des conventions collectives ou accords conclus entre partenaires sociaux, compte tenu des effets et des risques inhérents au travail de nuit »[7]

Santé :
- « les travailleurs de nuit bénéficient d'une évaluation gratuite de leur santé, préalablement à leur affectation et à intervalles réguliers par la suite » (l'évaluation peut faire partie d'un système national de santé, mais doit dans tous les cas « respecter le secret médical ») ;
- « les travailleurs de nuit souffrant de problèmes de santé reconnus, liés au fait que ces travailleurs accomplissent un travail de nuit, soient transférés, chaque fois que cela est possible, à un travail de jour pour lequel ils sont aptes »(article 9 [7]).
- Les États-membres « prennent les mesures nécessaires pour que » :

« a) les travailleurs de nuit et les travailleurs postés bénéficient d'un niveau de protection en matière de sécurité et de santé, adapté à la nature de leur travail »(article 12 );
« b) les services ou moyens appropriés de protection et de prévention en matière de sécurité et de santé des travailleurs de nuit et des travailleurs postés soient équivalents à ceux applicables aux autres travailleurs et soient disponibles à tout moment »(article 12 ).
Protection des travailleurs de nuit par les États membres :
- Ces derniers « peuvent subordonner le travail de certaines catégories de travailleurs de nuit à certaines garanties, dans des conditions fixées par les législations et/ou pratiques nationales, pour des travailleurs qui courent un risque de sécurité ou de santé lié au travail durant la période nocturne » (Article 10[7]).

Des dérogations sont possibles dans certaines circonstances ("ex : « accident ou de risque d'accident imminent ») ou à certaines conditions et uniquement pour certaines professions autonomes (cadres dirigeants, travailleurs indépendants, main-d'œuvre familiale, travailleurs dans le domaine liturgique des églises et des communautés religieuses, certains cadres ou d'autres personnes ayant un pouvoir de décision autonome…) ou pour des activités caractérisées par la nécessité d'assurer la continuité du service ou de la production (liste dans l'article 17).

### Législation française[8]
Est considéré comme travailleur de nuit tout salarié - homme ou femme - qui accomplit, pendant la période de nuit (21 h - 6 h ou période fixée par accord) :
- soit, selon son horaire de travail habituel, au minimum trois heures dans la période de nuit, à raison de deux fois par semaine au moins[9] ;
- soit, un nombre minimal d’heures de travail pendant une « période de référence ». Ce nombre minimal d’heures de travail de nuit et la période de référence sont fixés par accord collectif étendu. À défaut d’accord, le nombre minimal est de 270 heures accomplies pendant une période de 12 mois consécutifs[9].

Une autre période de 9 heures consécutives, comprise entre 21 heures et 7 heures mais comprenant, en tout état de cause, l’intervalle compris entre 24 heures et 5 heures, peut être substituée à la période « 21 heures / 6 heures », par une convention ou un accord collectif étendu ou un accord d’entreprise ou d’établissement. À défaut d’accord et lorsque les caractéristiques particulières de l’activité de l’entreprise le justifient, cette substitution peut être autorisée par l’inspecteur du travail après consultation des délégués syndicaux et avis du comité d’entreprise ou des délégués du personnel s’ils existent. Le travail de nuit présente un certain nombre de spécificités, notamment en termes de conditions d’organisation et de garanties pour le travailleur de nuit.
Dans certains secteurs d’activité (production presse écrite, radio, télévision, production et exploitation cinématographique, spectacles vivants, discothèque), la période de travail de nuit est fixée entre 24 heures et 7 heures. Une autre période de travail de nuit peut être fixée par une convention ou un accord collectif de branche étendu, un accord d’entreprise ou d’établissement, à condition de comprendre l’intervalle 24 heures/5 heures.
Des dispositions spécifiques doivent contribuer à protéger les salariés travaillant de nuit:
- tout salarié  - avant l’affectation à un poste de travail de nuit- doit être examiné par le médecin du travail qui signe, le cas échéant, une fiche d’aptitude constatant la compatibilité de l’état de santé du salarié avec ce poste.
- Une visite médicale périodique est obligatoire au moins tous les 6 mois.
- Le médecin du travail doit informer le salarié des incidences potentielles du travail de nuit sur leur santé et des précautions éventuelles à prendre.
- Le travailleur de nuit bénéficie - dans l'entreprise - d’une priorité d’attribution d’un emploi équivalent de jour, s’il le demande. Et le refus d’être affecté à un poste de nuit - s'il est motivé par des obligations familiales impérieuses - ne peut constituer une faute ou un motif de licenciement (art L. 213-4-1 et L. 213-4-3) ;
- Le travail de nuit des jeunes est théoriquement interdit (mais des dérogations sont à certaines conditions possibles[11]).
- les femmes enceintes ou venant d’accoucher peuvent, sur leur demande ou celle du médecin du travail, prétendre à une affectation à un poste de jour, sans perte de rémunération (L. 122-25-1-1). Si ce reclassement sur un poste de jour est impossible (impossibilité à dûment motiver par l’employeur), le contrat de travail est suspendu et l'employée bénéficie alors d’une garantie de rémunération (allocation journalière versée par la Sécurité sociale avec complément à la charge de l’employeur)[12]

## Histoire et techniques
Hors du domaine militaire et des veilles de nuit, le travail de nuit apparaît en France dans l'industrie textile. Il suit l'installation des mule-jennys (machines de filage continues) inventées par Samuel Crompton et se développe de l'an IV à l'an XII. Il concerne alors tant des enfants de 11 à 13 ans que des adultes
Chez Delaitre, à l'Épine (près d'Itteville), en l'an IV, on compte 100 enfants "fournissant le travail de 1000 femmes, qui n'ont d'autre besogne que rattacher le fil quand il casse". Les frères Perier[Qui ?] font travailler 600 garçons et filles de 11 à 13 ans dans une fabrique située à Amilly près de Montargis.
Les enfants sont logés. Les industriels sont persuadés de poursuivre la tradition charitable qui consiste à donner du travail aux orphelins.

### Évolution du travail de nuit
Depuis 1950, le recours au travail posté, sous-tendant le travail de nuit, a connu une recrudescence considérable. Ce phénomène a eu lieu pour maintes raisons, notamment l’évolution technologique dans plusieurs secteurs tels que les télécommunications. Environ 15 à 20 % de la population travaillant dans les pays industrialisés sont impliqués dans des quarts de travail en rotation (ou travail posté).

#### En France
La part des travailleurs de nuit est en hausse depuis 1991, passant de 13 % à 15,4 % en 2012. Plus précisément c'est la catégorie des travailleurs de nuit habituels qui a fortement augmenté passant de 3,5 % à 7,4 % alors que la part des travailleurs de nuit occasionnels a légèrement baissé. Le travail de nuit touche davantage les hommes et les salariés de la fonction publique. Les effectifs les plus importants de travailleurs de nuit se trouvent parmi les conducteurs de véhicules ; l'armée, la police ou les pompiers ; les infirmiers et sages-femmes ; les aides-soignants ; les ouvriers qualifiés ; les agents d'entretien ; les techniciens et agents de maîtrise. Dans chacune de ces catégories plus de 100 000 personnes travaillent de nuit.

#### En Europe
La définition du travail de nuit peut varier selon les pays et la comparaison entre pays doit donc être considérée avec précaution.
Les données d'Eurostat montrent une forte baisse du travail de nuit au Royaume-Uni entre 1992 et 2012 et une baisse plus modérée en Italie, en Belgique ou au Danemark. La proportion de travailleurs de nuit a en revanche augmenté aux Pays-Bas, en Espagne et en France.

#### Amérique du Nord
Selon le Bureau of Labor Statistics (BLS), il y a environ 15 millions d’Américains engagés en tant qu’employés de nuit. Par ailleurs, d’après Statistique Canada (StatCan), au moins 30 % de la population canadienne est impliquée dans cette situation aussi.

## Impacts sur la santé humaine
Le travail de nuit surtout s'il est posté dit "horaires atypiques" par l'INRS a des impacts (directs et indirects) sur la santé ; sur l'individu et souvent collatéralement sur son entourage. 
Les problèmes reconnus par la médecine du travail sont :
- fatigue accrue[19], troubles du sommeil avec stress lié au déphasage temporel et risque d'accumuler une « dette » importante de sommeil, avec risques de détérioration de la vie familiale et sociale ;
- diminution de la capacité de concentration[19]
- troubles digestifs[19]
- risque d’accident plus élevé[19] notamment lié à une baisse de vigilance augmentant le risque d'accident de trajet ;
- risque accru (chez l'Homme et la Femme) de troubles chroniques du sommeil[19].
Les salariés travaillant en horaires décalés ont plus souvent des troubles du sommeil, avec chez la femme, une différence nette dès 42 ans[20].
- risque accru (chez l'Homme et la Femme) de pathologies cardiovasculaires
- risque indirect d'obésité, qui pourrait être induit par la fatigue, des troubles hormonaux et une alimentation perturbée ou augmentée ;
- risque accru (chez l'Homme et la Femme) de pathologies du tractus digestif
- risque accru (chez l'Homme et la Femme) de symptômes végétatifs et/ou psychiques[réf. souhaitée]
- risque de troubles métaboliques ; une étude ayant porté sur 700 personnes travaillant de jour ou en 3X8 a montré des anomalies métaboliques chez celles travaillant en 3X8 : taux amoindris de HDL («bon cholestérol»), taux accru de triglycérides, augmentation du rapport taille-hanche[réf. souhaitée].
- risque de perturbation hormonale, avec notamment sécrétion accrue de mélatonine (et baisse de la température), modifications du rythme du cortisol[21],[22], avec impacts secondaires sur la TSH, la GH et le glucose (glycémie accrue en fin de nuit et insulino sécrétion amoindrie)[réf. souhaitée]. Des adultes jeunes, privés de sommeil montrent une diminution du taux de TSH, une moindre tolérance glucidique, une augmentation du cortisol en soirée, une augmentation de la balance sympatho-vagale.  Ce même chez des travailleurs de nuit jugés « bien adaptés à leur rythme de travail »[réf. souhaitée].
- Risque augmenté de diabète et d'hypertension artérielle[réf. souhaitée].
- Risque accru (chez la femme) de cancer du sein (« en particulier chez les femmes pré-ménopausées » et en cas de « travail de nuit posté de haute intensité et de longue durée »[23]) : sur la base d'études épidémiologiques[24], le Centre international de recherche sur le cancer (IARC/CIRC) a classé le travail de nuit posté comme « cancérogène probable »[25],[26] (probablement en raison d'une diminution de l'immunité et à une insulino résistance conséquentes à la perturbation de la synthèse de mélatonine par l'exposition à la lumière artificielle[23], la mélatonine étant produite par la glande pinéale (ou épiphyse) et aussi en très faible quantité, par la rétine en lien avec le cycle nycthéméral). 
Diverses études sur l'animal et l'Homme l'ont montré, dont l'une[27] a montré un risque de 36 % plus élevé de développer un cancer du sein pour les femmes ayant travaillé de nuit durant plus de 30 ans (par rapport aux femmes n'ayant jamais travaillé la nuit. Le Danemark a reconnu juridiquement ce risque ; Il y a fait objet de compensations financières[28]. On suppose que ces "cancers hormonaux" sont induits par la lumière qui devient perturbateur endocrinien du cycle naturel de la mélatonine, hormone dont la sécrétion est naturellement calée sur le cycle solaire jour/nuit (rythme nycthéméral). Les personnes travaillant le soir 8 heures doivent bénéficier de 50 % de bonus de salaire[réf. nécessaire]. Une étude finlandaise a montré une incidence du cancer du sein accrue chez les hôtesses de l'air. Une autre étude, norvégienne, a conclu que les opératrices de radio et télécommunication potentiellement plus exposées à un éclairage nocturne présentaient un risque plus élevé de cancer du sein. Les infirmières ayant travaillé en quarts de nuit depuis plus de 20 ans avaient quant à elles 79 % de risque en plus de développer un cancer du sein (par rapport à celles ne travaillant pas de nuit).
- risque probablement accru de cancer de la prostate chez l'homme (« probablement », car selon le CIRC, des études à ce sujet sont en 2019 encore peu nombreuses et manquent encore de robustesse pour assurer que l'effet est certain)[23] ;
- risque probablement accru de cancer colorectal(« probablement », car selon le CIRC, des études à ce sujet sont en 2019 encore peu nombreuses et manquent encore de robustesse pour assurer que l'effet est certain)[23]).
- Un protocole pour estimer les effets du travail de nuit depuis plusieurs années pour différents types de cancer a été créé pour aider les professionnels de la santé a identifier les travailleurs à risque[29].
- La morbidité chez d'anciens ouvriers en travail posté ou de nuit est accrue chez les hommes de 40 à 64 ans[30].
- Une étude suggère également chez la femme (et non chez l'homme) une baisse du taux de vitamine D lors du travail de nuit et de longues durées hebdomadaires de travail ; cette baisse contribuerait à l'augmentation de plusieurs pathologies (ostéomalacie, diabète, maladies cardio-vasculaires, affections articulaires…)[31].

La base de ces effets serait un dérèglement de l'accord entre les rythmes nycthéméraux et le système hormonal, empêchant le (re)calage de l'horloge biologique interne des individus sur le rythme naturel jour-nuit. L'exposition à la lumière artificielle la nuit modifie les heures de production de la mélatonine, ce qui, en cas d'exposition durable, peut conduire à divers troubles graves de la santé et du métabolisme.

### Prévention
Un dépliant de sensibilisation aux effets sur la santé, sur la sécurité et sur la qualité de vie des travailleurs concernés par le travail de nuit et le travail posté a été publié par l'INRS. Des mesures de prévention sont préconisées pour en limiter les effets négatifs, notamment car une fois acquis, ces troubles persistent souvent, même après changement de poste de travail (de jour).

## Études basées sur le modèle animal
Chez l'animal sauvage, les effets d'une exposition à la pollution lumineuse environnementale, sont difficiles à évaluer, mais les effets de l'exposition à un rythme jour/nuit décalé ou à une lumière constante la nuit ont expérimentalement été mis en évidence sur l'animal de laboratoire ; ainsi, par exemple : 
- chez des souris (mâles et femelles, de 3 souches différentes ; une sauvage et deux génétiquement modifiées) exposées de l’âge de 4 à 90 semaines, à des décalages répétés de 8 heures du cycle lumière-obscurité, on observe un taux accru de carcinome hépatocellulaire (chez les 3 souches) par rapport aux souris témoins ayant vécu sous un cycle stable de 12 h de lumière et 12 h d’obscurité[35].
- des souris exposées à la lumière chaque nuit durant toute leur vie développent plus d'adénocarcinome pulmonaire, de mélanome malin et de toutes les tumeurs considérées dans leur ensemble chez des souris femelles CBA de type sauvage par rapport à des souris témoins vivant un cycle de 12 heures de lumière et 12 heures d’obscurité[36].
- selon le CIRC (2019) ont confirmé ces effets à partir de rongeurs exposés à des décalages du cycle nycthéméral ou à une lumière continue, dont en présence d'agents cancérigènes ou dans le cadre de modèles de tumeurs transplantables[23].
- toujours en laboratoire, l'éclairage nocturne et/ou l'altération du cycle nycthéméral ont un effet immunosuppresseur et induisent une inflammation chronique et une prolifération cellulaire chez le rongeur (rat, souris et hamster de laboratoire), chez les animaux nocturnes[37],[38].

### Vidéographie
- Documentaire « Lumière sur la nuit », de Frédéric Sauzay, 55 minutes (ergonomie et médecine du travail), produit par Mécano Productions avec  France Télévisions - France 3 Bourgogne (présentation par France-3)